# تپه قنحک ۳
تپه قنحک ۳ مربوط به دوران‌های تاریخی پس از اسلام است و در شهرستان تاکسنان، روستای چوزه واقع شده و این اثر در تاریخ ۱۰ مهر ۱۳۸۰ با شمارهٔ ثبت ۴۱۲۴ به‌عنوان یکی از آثار ملی ایران به ثبت رسیده است.